# Pandanlandung
Pandanlandung is een bestuurslaag in het regentschap Malang van de provincie Oost-Java, Indonesië. Pandanlandung telt 8978 inwoners (volkstelling 2010).